# Q-1高速靶機
Radioplane Q-1是一款由無線電飛機公司製造的高速無人靶機。Q-1最初採用脈衝噴射引擎，而後改成渦輪噴射引擎，然而該機並未獲得空軍青睞。最終該機成為GAM-67飛彈的研發基礎。

## 發展
1948年時，美國空軍提出一種具備高速飛行能力的靶機，並選中無線電飛機公司(後來併入諾斯洛普公司)執行該計畫。
最終，原型機出爐，公司編號為RP-26（空軍編號XQ-1）。。RP-26最初配備大型單垂直尾翼，後來修改為雙尾翼，以為其艦載機提供額外的間隙。
XQ-1原型機於1950年進行首飛；並總共建造28架。儘管該機的性能優異，然而脈衝噴射引擎導致XQ-1只能飛行60分鐘。因此，XQ-1隨後改用大陸YJ69渦輪噴氣發動機，並編號XQ-1A，然而因為兩款發動機的設計差異，導致無線電飛機隨後XQ-1A對結構進行大規模重新設計。
修改後的版本稱為RP-50(美國空軍編號YQ-1B)，並於1953年首飛。相較於XQ-1，XQ-1B使用YJ69發動機，進氣口移至機頭，同時將機身更改成更具流線型。同時，為了增加航程，陸上發射改成由火DB-26執行空中發射。
雖然6架YQ-1B沒有出現任何問題，然而空軍最終還是選擇Q-2火蜂無人機，而Q-1的研發計劃也隨後終止。然而，YQ-1B的機身開啟新型反輻射飛彈技術的開始，深深的影響GAM-67飛彈。

## 型號
XQ-1單尾翼原型機，後來改裝成雙尾翼，共28架
XQ-1A動力加強版，共1架由XQ-1改裝而成
YQ-1B最終升級的版本，共6架
XQ-3計畫用纖維玻璃建造的版本，最終計畫取消，無任何成品